# Base aèria de Palmahim
La Base Aèria de Palmahim (en hebreu: בסיס פלמחים) està situada prop de la ciutat de Rixon le-Tsiyyon, i al costat de Yavne. Rep el seu nom del quibuts Palmachim situat en la costa del Mar Mediterrani.

## Descripció
La base és usada per diversos esquadrons d'helicòpters i UAVs de la Força Aèria d'Israel, i a més funciona com plataforma de llançament per al míssil antimíssil Arrow. Palmahim és a més del cosmòdrom des d'on és llançat el coet Shavit a espai exterior a òrbita retrògrada. Això assegura que les restes de coets caiguin sobre el Mar Mediterrani, no sobre zones poblades, i en cas d'una falla, el material d'alta tecnologia no caigui en mans de països àrabs veïns rivals, sent així el principal cosmòdrom del país. Entre els llançaments més recents va haver-hi un el dia 11 de juny de 2007, el satèl·lit Ofeq VII.
En juliol de 2007, es va aprovar quan l'aeroport Sde Dov de Tel-Aviv deixi de funcionar, les seves activitats militars seran transferides a la base de Palmahim.